# Pressburger Jüdische Zeitung
Die Pressburger Jüdische Zeitung war eine deutschsprachige Zeitung, die 1908/1909 in Bratislava (dt. Pressburg) in Österreich-Ungarn erschienen ist. Gegründet von Sámuel Bettelheim (1872–1942), einem Anhänger des Zionismus, mit dem Ziel der Verständigung zwischen neologen und orthodoxen Juden, war sie die erste Zeitung in deutscher Sprache auf dem Gebiet der heutigen Slowakei, die ausschließlich die Interessen deutschsprachiger Juden vertrat. Sie war geprägt von den zeitweise schweren Konflikten des Herausgebers mit anti-zionistischen orthodoxen Juden. Neben dem Feuilleton und Nachrichten aus dem In- und Ausland und Inseraten bot sie auch Berichte religiösen Inhalts. Bettelheim stellte die Pressburger Jüdische Zeitung bereits im zweiten Erscheinungsjahr ein. Neben finanziellen Gründen dürften hierbei auch die zionistischen Debatten eine Rolle gespielt haben. Ihre Nachfolgerin war die in Budapest ebenfalls von ihm herausgegebene und redigierte Wochenzeitung Ungarländische Jüdische Zeitung (1910–1915). Von 1915 bis 1938 gab Bettelheim, der sich schließlich vom Zionismus distanzierte, die Jüdische Presse heraus, die in Bratislava und Wien erschien.